# Kanton Argenteuil-2
Kanton Argenteuil-2 is een kanton van het Franse departement Val-d'Oise. Kanton Argenteuil-2 maakt deel uit van het arrondissementen Argenteuil. Het werd opgericht bij decreet van 17 februari 2014, met uitwerking in maart 2015.

## Gemeenten
Het kanton Argenteuil-2 omvat enkel een deel van de gemeente Argenteuil.